# 村松伸
村松 伸（むらまつ しん、1954年- ）は、日本の建築史学者、東京大学名誉教授、総合地球環境学研究所教授。中国の建築史が専門。 

## 略歴
静岡県生まれ。1978年東京大学工学部建築学科卒業、1987年同大学院工学系大学院建築学専攻博士課程満期退学。
1981年中国政府留学生として清華大学（北京）留学。1999年『中華中毒』で第15回大平正芳賞受賞。
東京大学生産技術研究所助手を長く勤め、2008年教授となるが、2009年総合地球環境学研究所教授に転じる。2020年名誉教授となる。
村松貞次郎は師にあたるが血縁関係はない。

## 著書
- 『中国建築留学記』鹿島出版会 1985
- 『上海・都市と建築 一八四二-一九四九年』PARCO出版局 1991
- 『書斎の宇宙 中国都市的隠遁術』INAX 1992
- 『超級アジア・モダン 同時代としてのアジア建築』鹿島出版会 1995
- 『アジアン・スタイル 十七人のアジア建築家たち』淺川敏写真 筑摩書房 1997
- 『中華中毒 中国的空間の解剖学』(叢書メラヴィリア) 作品社 1998　のちちくま学芸文庫
- 『図説上海 モダン都市の150年』増田彰久写真 河出書房新社 1998
- 『図説北京 三〇〇〇年の悠久都市』(ふくろうの本)淺川敏写真 河出書房新社 1999
- 『象を飼う 中古住宅で暮らす法』晶文社 2004

### 共編著
- 『東アジアの近代建築』西沢泰彦共編, 尹一柱[ほか]著 村松貞次郎先生退官記念会 1985
- 『シブヤ遺産』東京大学生産技術研究所村松研究室共著 バジリコ 2010
- 『「百人百景」京都市岡崎』(シリーズ人と風と景と) 京都・岡崎「百人百景」実行委員会共編 京都通信社 2013
- 『達古袋三十六景 風景が力をもつ時』達古袋なかなか大学校編共著 一関のなかなか遺産を考える会 2014
- 『伊東豊雄子ども建築塾』伊東豊雄,太田浩史,田口純子共著 LIXIL出版 2014
- 『メガシティ 1  メガシティとサステイナビリティ』加藤浩徳,森宏一郎共編 東京大学出版会 2016
- 『メガシティ 2 メガシティの進化と多様性』深見奈緒子,山田協太,内山愉太共編 東京大学出版会 2016
- 『メガシティ 3 歴史に刻印されたメガシティ』島田竜登,籠谷直人共編 東京大学出版会 2016
- 『メガシティ 4  新興国の経済発展とメガシティ』山下裕子共編 東京大学出版会 2016
- 『メガシティ 5 スプロール化するメガシティ』村上暁信,林憲吾,栗原伸治共編 東京大学出版会 2017
- 『メガシティ 6 高密度化するメガシティ』岡部明子, 林憲吾, 雨宮知彦共編 東京大学出版会 2017